# 兼海
兼海（けんかい、嘉承2年（1107年）- 久寿2年5月10日（1155年6月11日））は、平安時代後期の真言宗の僧。紀伊国の出身。房号は浄法房。小聖とも称される。

## 略歴
高野山で覚鑁に師事して伝法院流の正嫡となり、真誉から灌頂を受けた。1140年（保延6年）金剛峯寺衆徒の襲撃を受け、覚鑁とともに根来山円明寺に移った。以後密厳院主・伝法院学頭職として法流を守る一方、高野山との和解に力を尽くし、1147年（久安3年）高野山に帰山した。その後も覚皇院に八角重塔を造立して鳥羽上皇から勅願寺に指定され、鳥羽上皇の皇后美福門院藤原得子から寺領の寄進を受けるなど伝法院流の発展に努力した。